# Eloi de Noyon
Eloi o Eligi (Chaptelat, prop de Llemotges, ca. 588 - Noyon 1 de desembre de 660) va ser un bisbe franc de Noyon, reconegut orfebre i alt funcionari de la cort del reis merovingis. És venerat com a sant per l'Església catòlica i és patró, arreu d'Europa, de nombrosos oficis relacionats amb els metalls o els animals (per les ferradures dels animals de peu rodó).

## Vida
Fill d'Euqueri i Terrígia, era d'una família gal·loromana rica, amb interessos en l'explotació de mines d'or de la regió. Aprengué l'ofici de l'orfebreria a Llemotges amb l'artesà Abbó. Va marxar al nord de França, on va treballar amb l'orfebre Bobbó. Segons la tradició, el rei Clotari II li havia encarregat un tron (o una sella de muntar, segons altres llegendes) donant-li l'or necessari per fer-lo; Eloi, però, amb el mateix material en feu dos: impressionat per la seva habilitat i honradesa, el rei el va nomenar orfebre de la cort i responsable de la seca.
Expert orfebre, la tradició li atribuïa nombroses obres, en bona part perdudes durant la Revolució francesa: els vasos sagrats de la catedral de Notre-Dame de París i la Basílica de Saint-Denis, els de Saint-Loup de Noyon i Saint-Martin de Llemotges, el reliquiari de Sant Germà de París i d'altres. Per gravats conservats, es tractava d'obres d'un estil propi de l'orfebreria franca i merovíngia, amb una realització molt detallada i de gran qualitat.
El successor de Clotari, Dagobert I (629 – 639), el nomenà tresorer reial, per la qual cosa va haver de dur a terme algunes missions diplomàtiques, com la pau entre els francs i els bretons, convencent el rei Judicael que es declarés súbdit de Dagobert. A la cort va poder conèixer religiosos que el van influir, que després serien sants: Desideri de Caors, Sulpici el Pietós o Aldoè de Rouen. Va prestar molta atenció a les obres de caritat per als pobres, malalts i necessitats; finançava el rescat de presoners i la construcció d'esglésies. El 632 va fundar un monestir a Solignac, on va ser abat sant Remacle. També fundà el monestir de Saint-Martial a París (després, couvent Saint-Éloi). La tradició el considera fundador de l'abadia de Mont-Saint-Éloi, a l'oest d'Arràs, tot i que sembla que va ser fundada per un deixeble seu.
Tot i ser laic, va ser elegit bisbe de la diòcesi de Noyon i Tournai el 640, essent-ne consagrat el 13 de maig de 641. S'hi dedicà a la conversió dels pagans, encara molt presents al territori. Va promoure-hi el culte als sants; la tradició vol que alguns dels reliquiaris per a sants de la diòcesi fossin també obra seva.
Va morir a Noyon el 659 o 660, l'1 de desembre. Hi va ser sebollit. La seva popularitat posterior va fer que les relíquies fossin repetidament dividides o traslladades; a Noyon es conserven en un reliquiari sota l'altar major.
Se'n conserva un sermó contra les pràctiques paganes, una homilia sobre el Judici Final i una carta de 645 adreçada a Desideri de Caors. Catorze homilies atribuïdes al sant són obres apòcrifes d'autor desconegut.

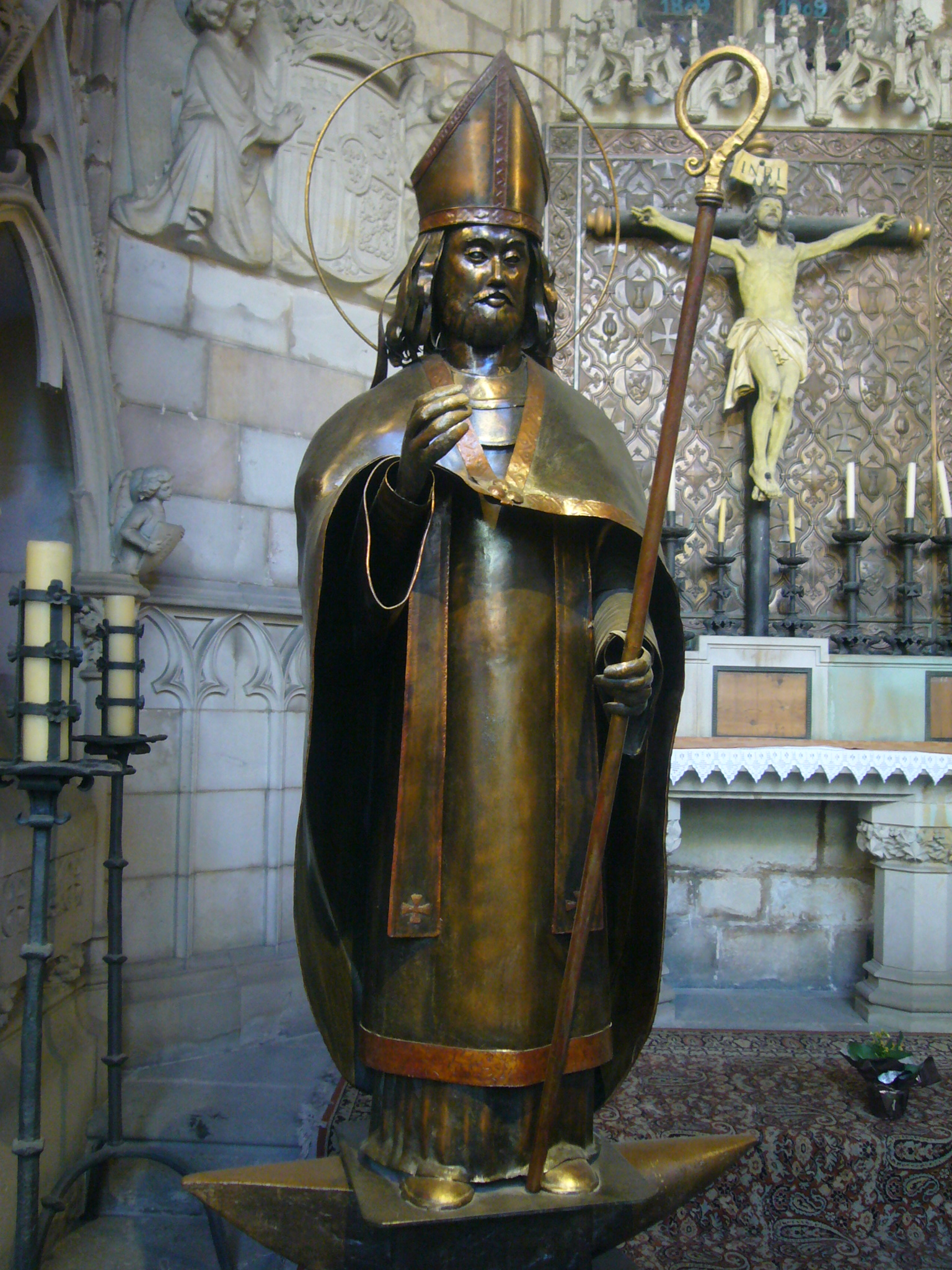
Imatge de Sant Eloi al claustre de la catedral de Barcelona
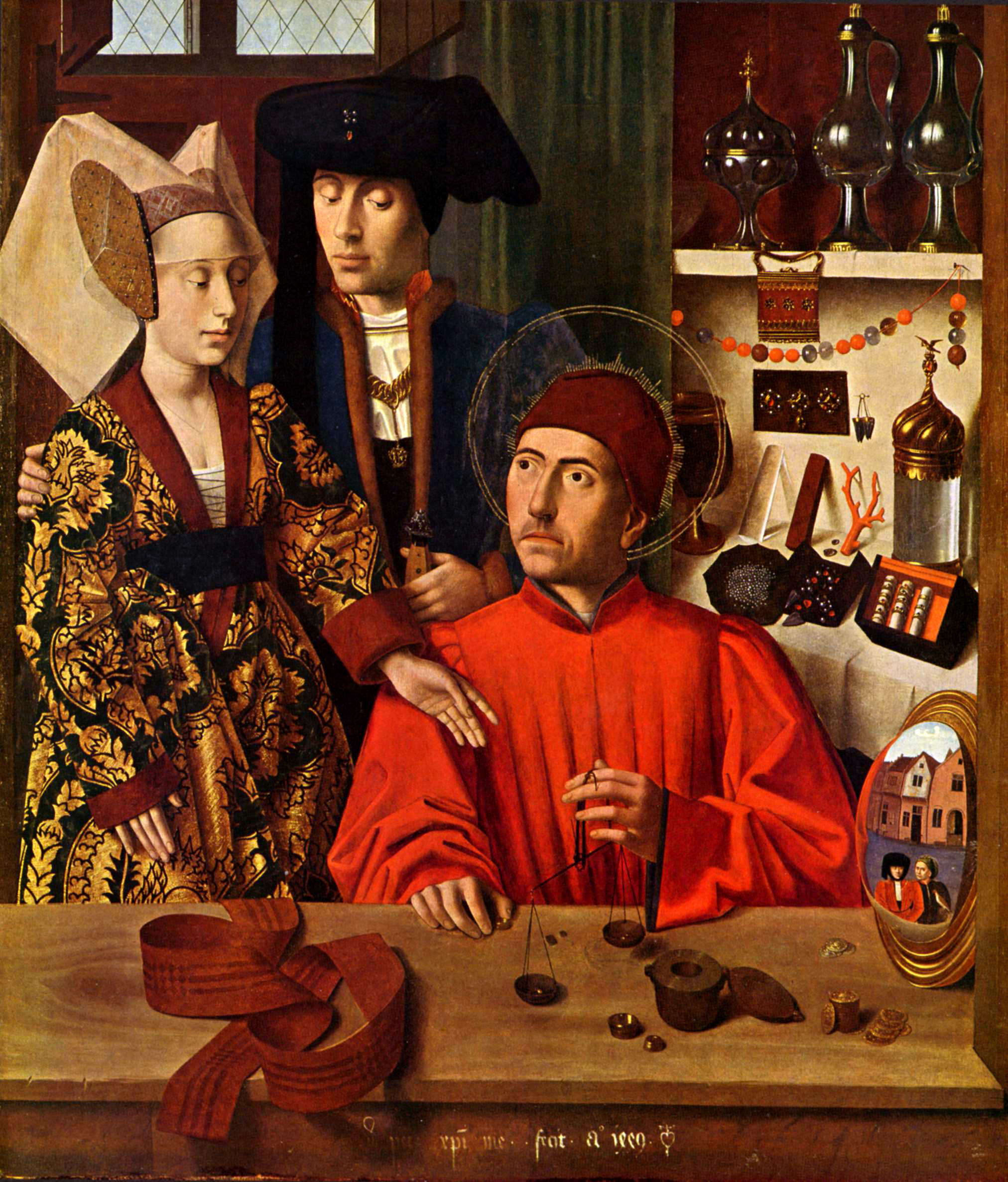
Sant Eloi al seu taller per Petrus Christus, 1449 (Nova York, Metropolitan Museum of Art)
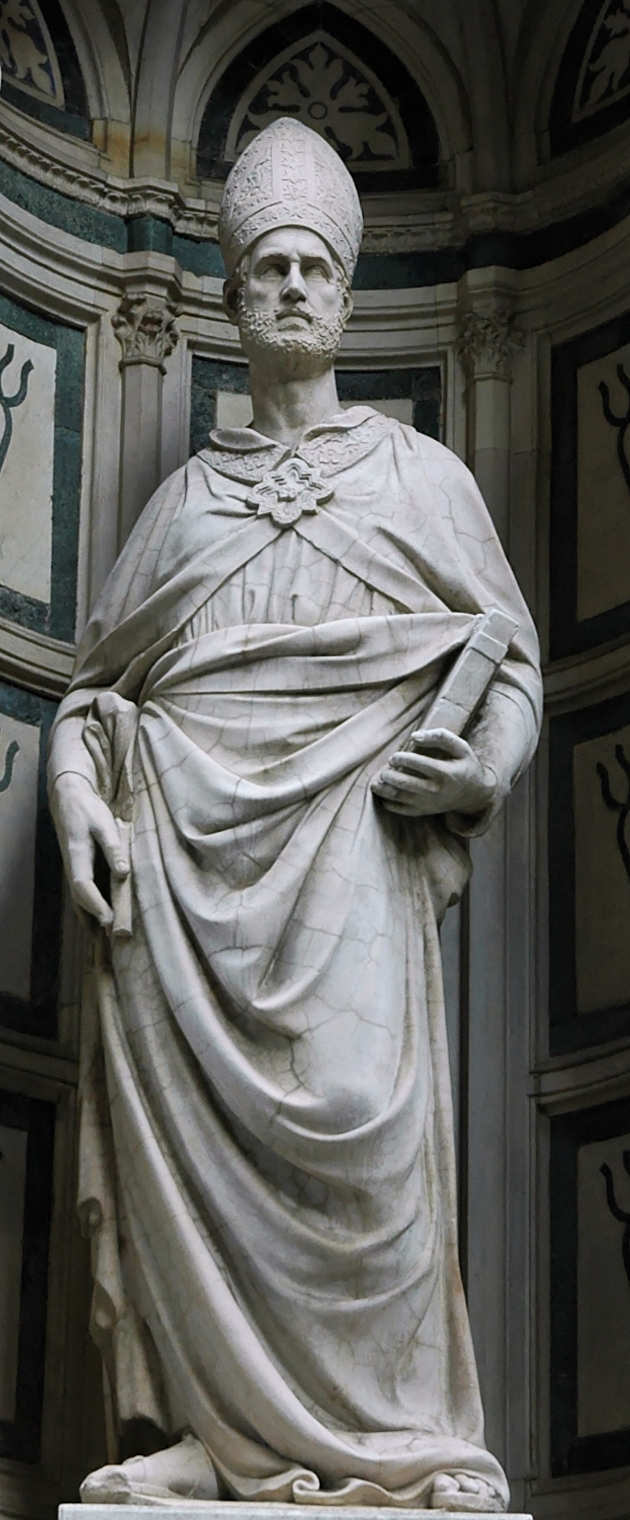
Escultura de Nanni di Banco, s. XV (Florència, Orsanmichele)
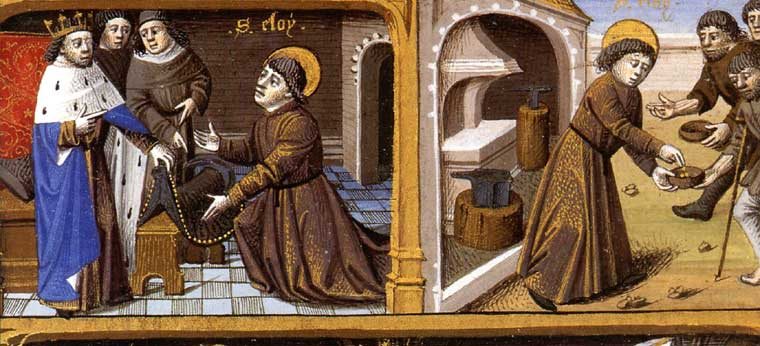
Escenes de la vida del sant, d'un manuscrit del s. XV: Eloi presenta la sella de muntar d'or i reparteix almoines entre els pobres.
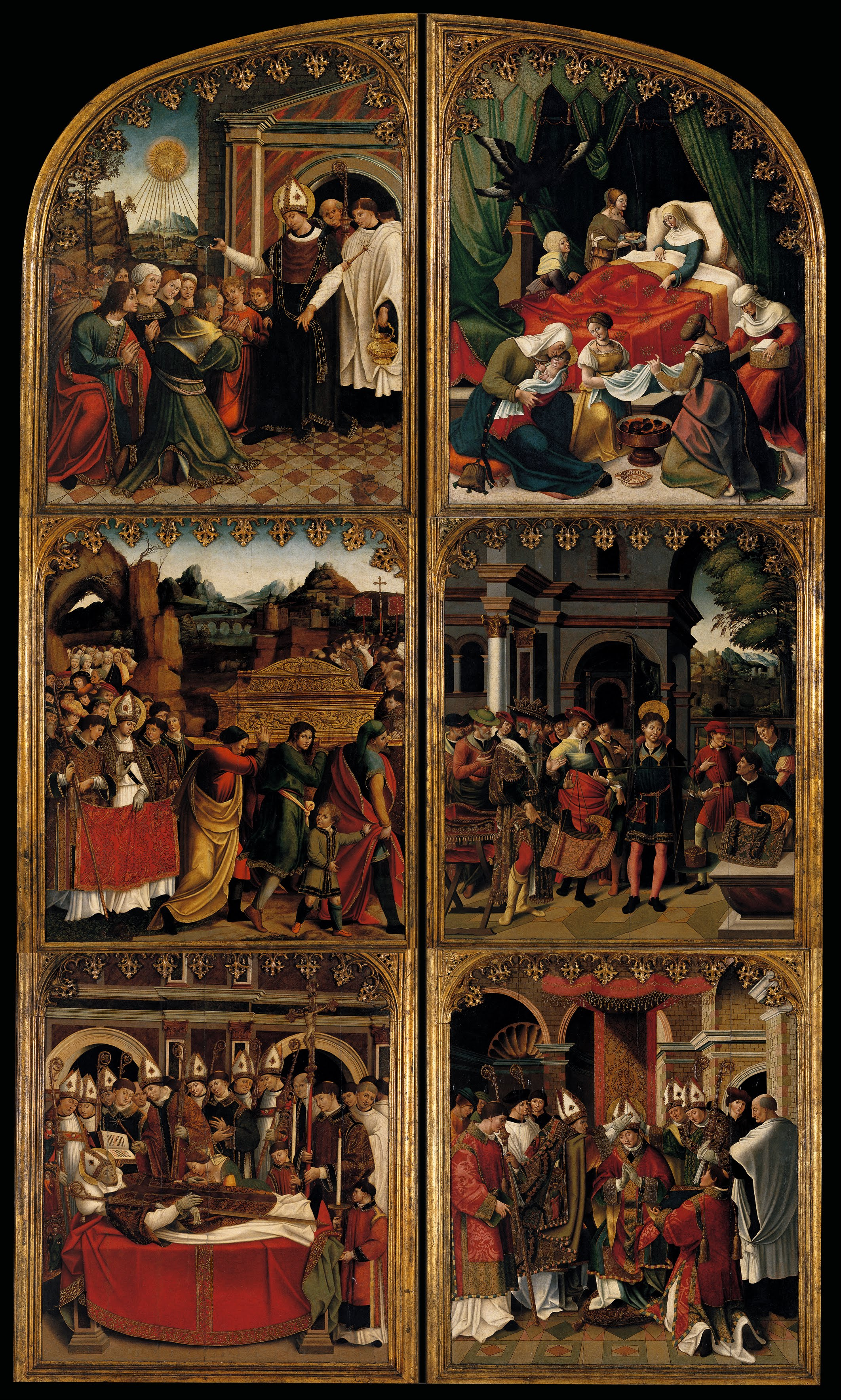
Retaule de Sant Eloi dels Argenters, de Pere Nyunyes (1526). Museu Nacional d'Art de Cataluinya

## Veneració
En morir, Audoè va escriure'n la vida, sobre la qual Jacopo da Varagine va fer la seva vida i va afegir-hi nombrosos episodis llegendaris, ja populars al seu temps, passant a formar part de la Llegenda àuria.
Sant patró dels argenters i d'un conjunt d'oficis relacionats directament o indirecta amb el foc i el metall: des dels ferrers als moneders que fonien moneda antiga per fer-ne de nova, calderers, dalladors, llancers, espasers, ferrovellers que compraven ferro vell per revendre'l… També era patró d'alguns traginers, aquells vinculats més estretament amb l'ofici de ferrar els cavalls. Va ser un sant molt popular a l'Edat mitjana a tota l'Europa occidental, especialment a Flandes i els Països Baixos. La seva festivitat és el primer dia de desembre, just quan comença l'any litúrgic.

### Veneració a Catalunya
L'any 1381 es creà a Barcelona la Confraria de Sant Eloi dels Argenters, que agrupava argenters i joiers de la ciutat, amb una gran consideració social. Prové de la Confraria el Retaule de Sant Eloi dels Argenters de 1526 actualment al Museu Nacional d'Art de Catalunya, i també se'n conserva nombrosa documentació, entre la qual destaca el Llibre d'Advertiments de la Confraria, de 1609.
Per celebrar la diada, les pastisseries d'arreu de Catalunya elaboren un pastís en forma de martell que simbolitza la principal eina de treball de les indústries metal·lúrgiques. Acostuma a ser de brioix, farcit de cabell d'àngel o massapà, amb aplicacions de fruita, banyat en gelatina i amb una sorpresa al seu interior, generalment una figura de porcellana que tant pot fer al·lusió al gremi com no.
Actualment, amb la industrialització, bona part dels oficis que retien honors al sant s'han perdut. Tot i això, el gremi dels argenters encara perdura i el venera, realitzant tot un seguit d'actes pels volts de l'1 de desembre, com el premi Enjoia't de l'Associació d'Orfebres FAD de Catalunya, que dona a conèixer les darreres creacions de la joieria catalana i estatal, emmarcada en la Setmana de la Joieria Contemporània.

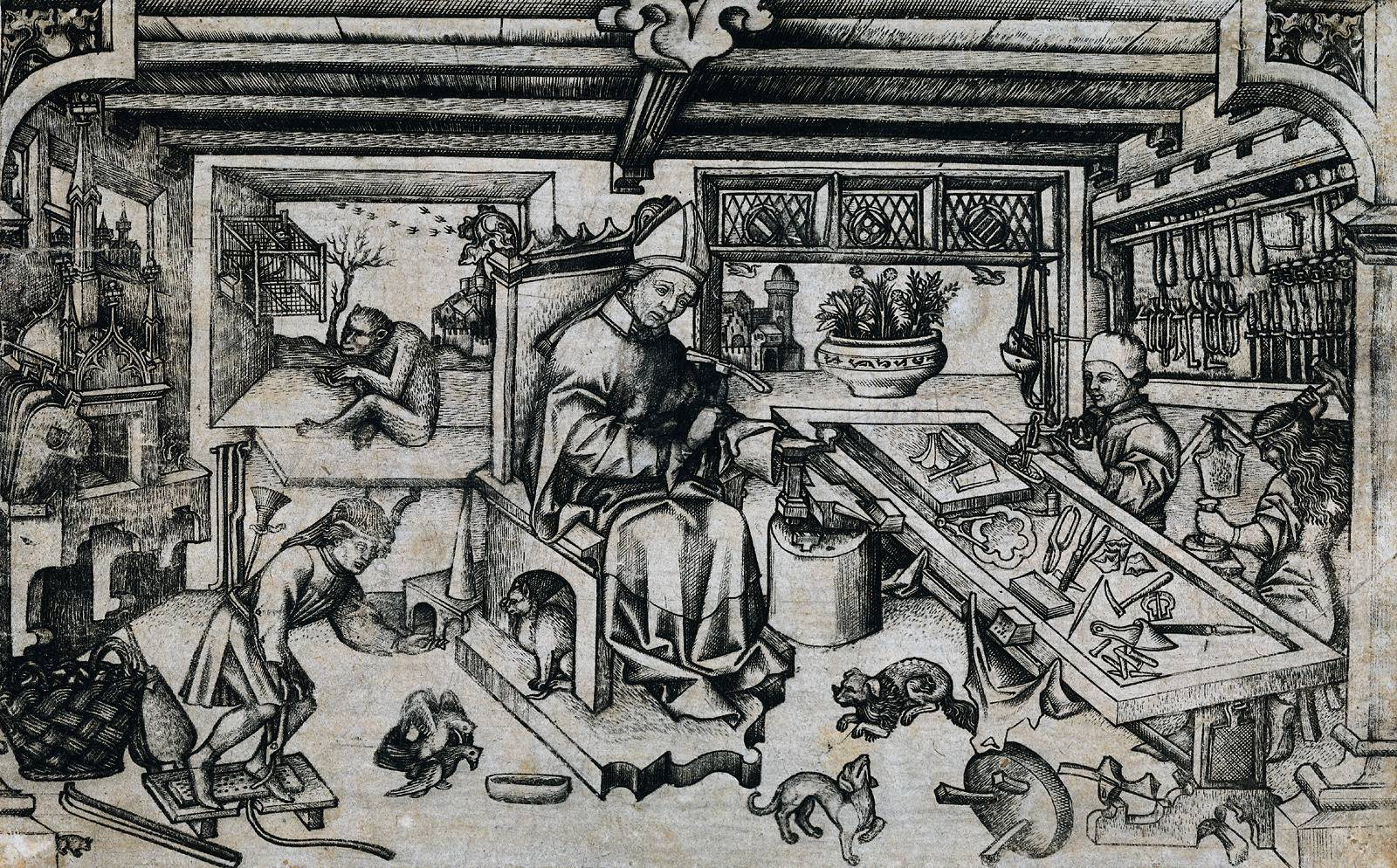
Gravat del Mestre de Balaam, c. 1450 (Amsterdam, Rijksmuseum)
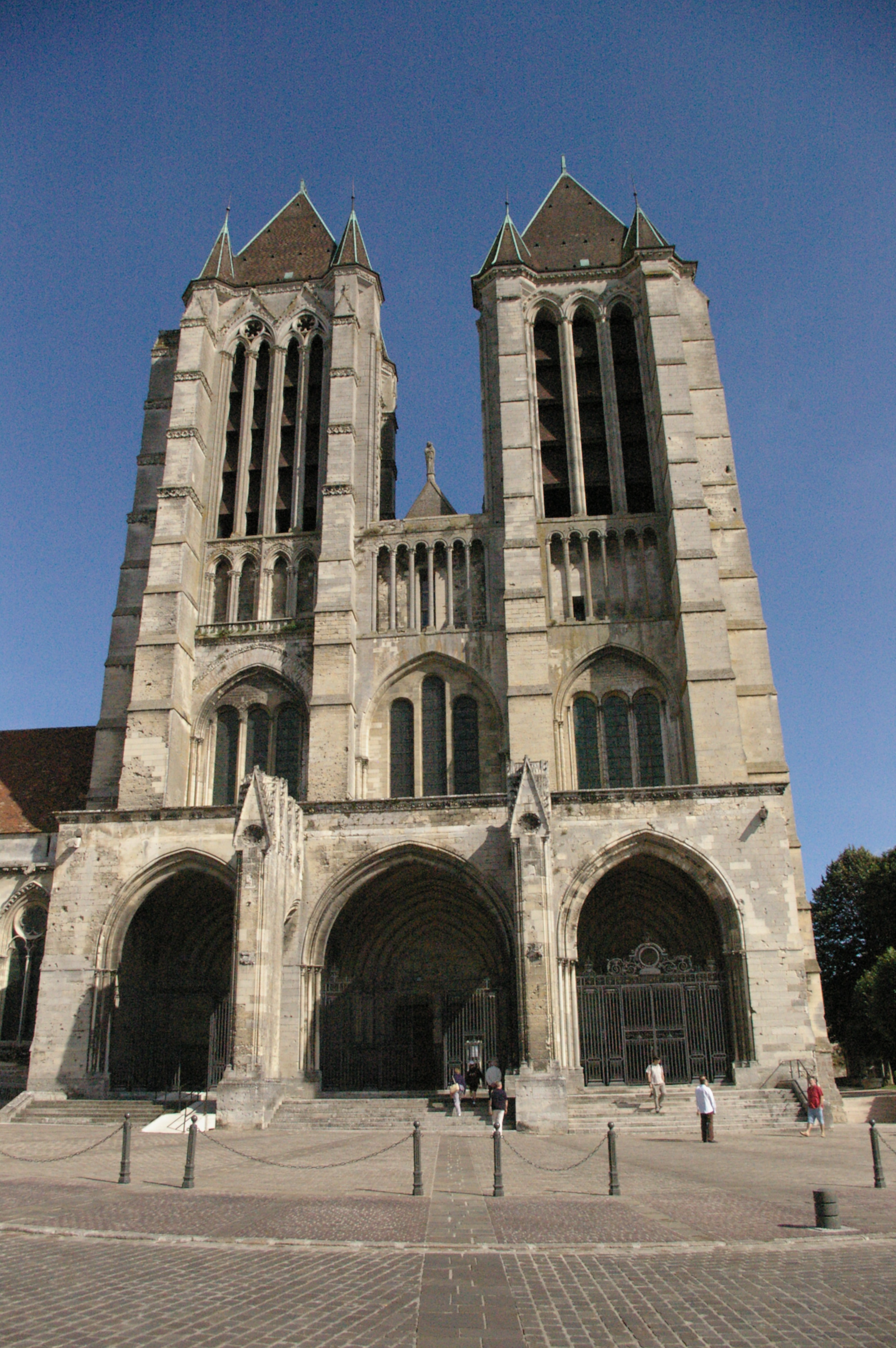
Catedral de Noyon
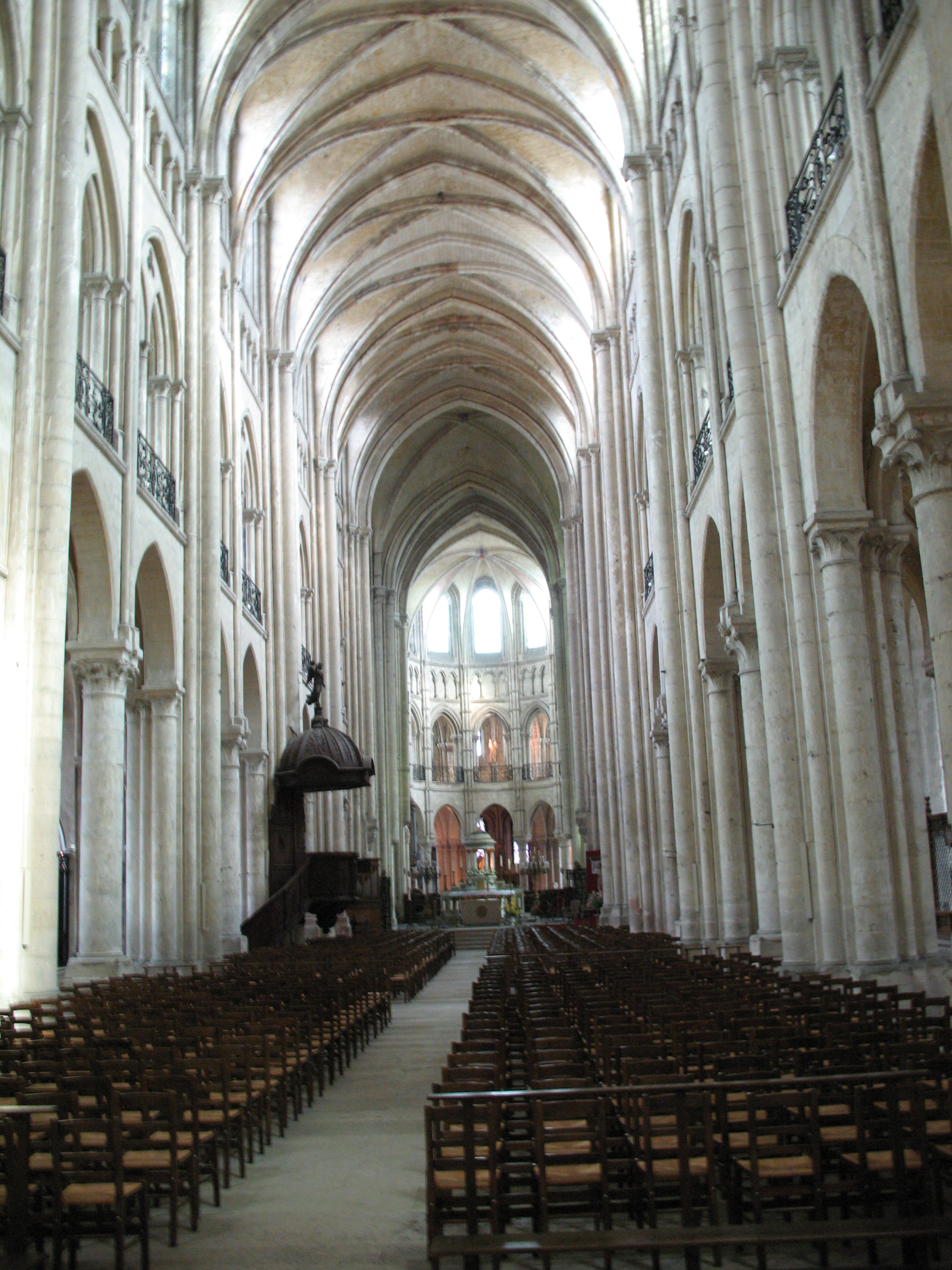
Catedral de Noyon

### Llegendes

#### El cavall ferrat
Eloi era patró de manescals i veterinaris a causa d'un fet que li va esdevenir: en realitat és una llegenda del segle xi, o posterior, ja que només llavors van començar a ferrar-se els cavalls a Europa. Eloi era ferrador i s'havia instal·lat per compte propi; l'ensenya de la botiga deia: "Eloi, mestre de mestres, mestre de tots". Jesucrist considerà que "mestre de tots" era presumptuós i va voler donar a Eloi una lliçó d'humilitat. Vestit com un pobre home, va adreçar-se al taller d'Eloi i li demanà feina. Eloi li preguntà què sabia fer i Crist digué: "Sé forjar i ferrar tan bé com el millor".
Eloi li mostrà una ferradura gairebé perfecta i li demanà l'opinió; Crist digué que era bona, però que podria ser millor i, sense esperar, va posar-se a forjar-ne una altra, amb un resultat impecable, millor que la d'Eloi. No s'aturà aquí, però: havia vist un cavall a la porta que esperava per ésser ferrat, així que Crist li arrencà la pota, la posà sobre l'enclusa i li calçà la ferradura mentre el cavall continuava menjant com si no hagués passat res. En acabar li tornà a posar la pota a lloc i el cavall quedà perfectament ferrat.
Eloi, astorat, va voler fer el mateix: va tallar una altra pota del cavall per ferrar-la, però el cavall va començar a sagnar i hagués mort si Crist no n'hagués aturat l'hemorràgia i col·locat la pota al seu lloc. Eloi se n'adonà: prengué el martell i trencà la seva ensenya tot dient: "Siguis qui siguis, tu n'ets el mestre i jo l'aprenent". Crist digué: "Feliç qui s'humilia". Eloi entengué què estava passant i s'agenollà, i Crist el perdonà: "Continua essent «mestre de mestres», però recorda que jo sóc l'únic «mestre de tots»". Llavors muntà el cavall que havia vingut a recollir el seu propietari i van marxar: Eloi va veure que el cavaller era Sant Jordi.

#### Els gegants de Dunkerque
Dunkerque era, en temps del rei Dagobert, un llogarret amb quatre cabanes i una església; el port i mercat grans de la regió era llavors Mardyck. Un dia, els habitants de la ciutat van veure que hi arribaven unes barques amb uns grans guerrers de llargues cabelleres. Van desembarcar i, afamats, volien menjar-se els nens de la ciutat: van matar-ne els pares que no havien fugit i només van deixar viure les noies més boniques. Com que el llocs els agradà, s'hi instal·laren.
Alguns habitants van voler resistir, des del castell on s'havien refugiat, però no podien vèncer-los. Passà el temps i les provisions del poble s'acabaven; els gegants van decidir d'atacar els pobles del voltant. Cada setmana, un escamot comandat pel gegant Allowyn atacava un poble i en recollia els nens i les noies. Li tocà el torn a Dunkerque. Allí, però, el gegant ensopegà amb un cordam de vaixell i caigué a terra, amb la mala fortuna que la seva espasa se li clavà al pit. Els pescadors el cregueren mort i atacaren els altres invasors que, sense cap, fugiren.
Eloi passava pel llogarret, on havia construït l'església feia un temps. Va veure que Allowyn no era mot i el feu portar a una de les cases del poble. Als quinze dies, el gegant revisqué; Eloi el feu sortir i el portà a l'església, on el batejà. Allowyn s'havia convertit i penedit, i instal·lat al poble, ajudà a construir les muralles i els edificis del poble, donant origen a l'actual ciutat de Dunkerque. Es casà amb una noia del poble i n'esdevingué alcalde. Va aconseguir que la zona no patís més invasions i va viure cent anys, un mes, una setmana, un dia i una hora. Abans de morir, pujà a una torre, mirà cap al nord, d'on venia i begué una copa de vi; quan acabà, la llençà al mar i morí.
Per recordar-lo, els veïns van fer un gran ninot de la seva mida i una torre, que va ser l'església de Sant Eloi. El ninot és el gegant que surt en processó durant les festes del carnestoltes de Dunkerque.

## Iconografia
Se'l representa vestit com a bisbe (amb mitra, capa pluvial i bàcul) i a vegades amb les eines de ferrer (el mall i l'enclusa) o fins i tot exercint l'ofici al seu taller. Entre els episodis de la seva hagiografia, el més freqüentment representat és el miracle del cavall ferrat.
Obresː
- Sant Eloi. Escultura del segle xiv procedent del convent del Carme de Barcelona (MNAC)[3]
- Retaule de Santa Caterina i Sant Eloi, procedent de Castellbò. Cap al 1400. MNAC, Barcelona[4]
- Sant Eloi al seu taller, obra de Petrus Christus. Cap a 1449. Metropolitan Museum of Art, Nova York
- Retaule de Sant Eloi dels argenters, procedent de l'església de la Mercè de Barcelona, obra de Pere Nunyes. 1526-1529. MNAC, Barcelona
- Estàtua de pedra de sant Eloi amb les eines de l'ofici de ferrer. Segle XVI. (Museu Gadagne, Lió)
- Sant Eloi ferrant el cavall endimoniat, relleu de fusta policromada, s. XVII (Museu del Barroc de Catalunya)
- Relleus del retaule de Sant Eloi. Segle XVII. Museu de l'església de Sant Esteve d'Olot.
- Retaule de sant Eloi a l'església de Nostra Senyora dels Àngels de Cotlliure. Segle XVIII.
- Retaule de Sant Eloi a l'església parroquial de Prats de Molló. Segle XVIII.